# Lista över fornlämningar i Hylte kommun
Lista över fornlämningar i Hylte kommun är en förteckning av ett urval av de fornlämningar som finns i Hylte kommun.

## Drängsered
| Namn            | Lämningstyp                 | Tillkomsttid | Historisk indelning | Plats | Läge                 | ID-nr          | Bild                                 |
| --------------- | --------------------------- | ------------ | ------------------- | ----- | -------------------- | -------------- | ------------------------------------ |
| Drängsered 5:1  | Stensättning                |              | Drängsered, Halland |       | 56.988240, 12.876216 | 10143700050001 | Ladda upp en bild av detta fornminne |
| Drängsered 6:1  | Röse                        |              | Drängsered, Halland |       | 56.988544, 12.876144 | 10143700060001 | Ladda upp en bild av detta fornminne |
| Drängsered 9:1  | Stensättning                |              | Drängsered, Halland |       | 56.989564, 12.879171 | 10143700090001 | Ladda upp en bild av detta fornminne |
| Drängsered 12:1 | Stensättning                |              | Drängsered, Halland |       | 56.979295, 12.892849 | 10143700120001 | Ladda upp en bild av detta fornminne |
| Drängsered 12:2 | Röse                        |              | Drängsered, Halland |       | 56.979248, 12.893111 | 10143700120002 | Ladda upp en bild av detta fornminne |
| Drängsered 13:1 | Stensättning                |              | Drängsered, Halland |       | 57.010742, 12.968421 | 10143700130001 | Ladda upp en bild av detta fornminne |
| Drängsered 14:1 | Röse                        |              | Drängsered, Halland |       | 57.018010, 12.964337 | 10143700140001 | Ladda upp en bild av detta fornminne |
| Drängsered 15:1 | Stensättning                |              | Drängsered, Halland |       | 57.016853, 12.964018 | 10143700150001 | Ladda upp en bild av detta fornminne |
| Drängsered 15:2 | Röse                        |              | Drängsered, Halland |       | 57.016748, 12.964086 | 10143700150002 | Ladda upp en bild av detta fornminne |
| Drängsered 15:3 | Grav markerad av sten/block |              | Drängsered, Halland |       | 57.016792, 12.963860 | 10143700150003 | Ladda upp en bild av detta fornminne |
| Drängsered 16:1 | Röse                        |              | Drängsered, Halland |       | 57.016532, 12.965974 | 10143700160001 | Ladda upp en bild av detta fornminne |
| Drängsered 22:1 | Röse                        |              | Drängsered, Halland |       | 57.026834, 12.996212 | 10143700220001 | Ladda upp en bild av detta fornminne |
| Drängsered 27:1 | Stensättning                |              | Drängsered, Halland |       | 57.021792, 12.974448 | 10143700270001 | Ladda upp en bild av detta fornminne |
| Drängsered 27:2 | Stensättning                |              | Drängsered, Halland |       | 57.021685, 12.973774 | 10143700270002 | Ladda upp en bild av detta fornminne |
| Drängsered 28:1 | Stensättning                |              | Drängsered, Halland |       | 57.022317, 12.974235 | 10143700280001 | Ladda upp en bild av detta fornminne |
| Drängsered 39:1 | Stensättning                |              | Drängsered, Halland |       | 57.026195, 12.967990 | 10143700390001 | Ladda upp en bild av detta fornminne |
| Drängsered 83:1 | Stensättning                |              | Drängsered, Halland |       | 57.006802, 12.990136 | 10143700830001 | Ladda upp en bild av detta fornminne |
| Drängsered 83:2 | Stensättning                |              | Drängsered, Halland |       | 57.006671, 12.990245 | 10143700830002 | Ladda upp en bild av detta fornminne |
| Drängsered 87:1 | Stensättning                |              | Drängsered, Halland |       | 57.054725, 13.040911 | 10143700870001 | Ladda upp en bild av detta fornminne |
| Drängsered 87:2 | Stensättning                |              | Drängsered, Halland |       | 57.054824, 13.041154 | 10143700870002 | Ladda upp en bild av detta fornminne |
| Drängsered 87:3 | Stensättning                |              | Drängsered, Halland |       | 57.054947, 13.041418 | 10143700870003 | Ladda upp en bild av detta fornminne |
| Drängsered 89:1 | Stensättning                |              | Drängsered, Halland |       | 57.045642, 13.024600 | 10143700890001 | Ladda upp en bild av detta fornminne |

## Femsjö
| Namn                       | Lämningstyp  | Tillkomsttid | Historisk indelning | Plats | Läge                 | ID-nr          | Bild                                 |
| -------------------------- | ------------ | ------------ | ------------------- | ----- | -------------------- | -------------- | ------------------------------------ |
| Femsjö 1:1                 | Röse         |              | Femsjö, Småland     |       | 56.881190, 13.412006 | 10058500010001 | Ladda upp en bild av detta fornminne |
| Femsjö 1:2                 | Stensättning |              | Femsjö, Småland     |       | 56.881225, 13.411607 | 10058500010002 | Ladda upp en bild av detta fornminne |
| Femsjö 3:1                 | Stensättning |              | Femsjö, Småland     |       | 56.874111, 13.305278 | 10058500030001 | Ladda upp en bild av detta fornminne |
| Femsjö 11:1                | Stensättning |              | Femsjö, Småland     |       | 56.867687, 13.309392 | 10058500110001 | Ladda upp en bild av detta fornminne |
| Vrangsrör (Femsjö 12:1)    | Röse         |              | Femsjö, Småland     |       | 56.849089, 13.281182 | 10058500120001 | Ladda upp en bild av detta fornminne |
| Femsjö 19:1                | Stensättning |              | Femsjö, Småland     |       | 56.915231, 13.360454 | 10058500190001 | Ladda upp en bild av detta fornminne |
| Femsjö 23:1                | Stensättning |              | Femsjö, Småland     |       | 56.900405, 13.382058 | 10058500230001 | Ladda upp en bild av detta fornminne |
| Femsjö 23:2                | Stensättning |              | Femsjö, Småland     |       | 56.900092, 13.381793 | 10058500230002 | Ladda upp en bild av detta fornminne |
| Silverkullen (Femsjö 27:1) | Hög          |              | Femsjö, Småland     |       | 56.919819, 13.329338 | 10058500270001 | Ladda upp en bild av detta fornminne |
| Femsjö 28:1                | Stensättning |              | Femsjö, Småland     |       | 56.918871, 13.305126 | 10058500280001 | Ladda upp en bild av detta fornminne |
| Gubbarör (Femsjö 31:1)     | Stensättning |              | Femsjö, Småland     |       | 56.912012, 13.404746 | 10058500310001 | Ladda upp en bild av detta fornminne |
| Femsjö 42:1                | Stensättning |              | Femsjö, Småland     |       | 56.892453, 13.331317 | 10058500420001 | Ladda upp en bild av detta fornminne |
| Femsjö 43:1                | Stensättning |              | Femsjö, Småland     |       | 56.905508, 13.321928 | 10058500430001 | Ladda upp en bild av detta fornminne |
| Femsjö 161                 | Stensättning |              | Femsjö, Småland     |       | 56.848987, 13.282702 | 12000000011311 | Ladda upp en bild av detta fornminne |
| Femsjö 162                 | Stensättning |              | Femsjö, Småland     |       | 56.848952, 13.282388 | 12000000011312 | Ladda upp en bild av detta fornminne |

## Färgaryd
| Namn                               | Lämningstyp                 | Tillkomsttid | Historisk indelning | Plats | Läge                 | ID-nr          | Bild                                 |
| ---------------------------------- | --------------------------- | ------------ | ------------------- | ----- | -------------------- | -------------- | ------------------------------------ |
| Kyrkröret (Färgaryd 2:1)           | Röse                        |              | Färgaryd, Småland   |       | 56.998183, 13.216215 | 10059300020001 | Ladda upp en bild av detta fornminne |
| Kambo skans (Färgaryd 3:1)         | Fästning/skans              |              | Färgaryd, Småland   |       | 56.989258, 13.218378 | 10059300030001 | Ladda upp en bild av detta fornminne |
| Höneröset (Färgaryd 6:1)           | Röse                        |              | Färgaryd, Småland   |       | 57.000274, 13.269720 | 10059300060001 | Ladda upp en bild av detta fornminne |
| Kråkåsen (Färgaryd 9:1)            | Stensättning                |              | Färgaryd, Småland   |       | 56.993626, 13.284906 | 10059300090001 | Ladda upp en bild av detta fornminne |
| Sandåkra kyrkogård (Färgaryd 22:1) | Stensättning                |              | Färgaryd, Småland   |       | 56.955788, 13.195359 | 10059300220001 | Ladda upp en bild av detta fornminne |
| Färgaryd 25:1                      | Stensättning                |              | Färgaryd, Småland   |       | 56.979985, 13.280294 | 10059300250001 | Ladda upp en bild av detta fornminne |
| Färgaryd 34:1                      | Stensättning                |              | Färgaryd, Småland   |       | 56.972529, 13.325091 | 10059300340001 | Ladda upp en bild av detta fornminne |
| Färgaryd 34:2                      | Stensättning                |              | Färgaryd, Småland   |       | 56.972681, 13.325309 | 10059300340002 | Ladda upp en bild av detta fornminne |
| Färgaryd 35:1                      | Stensättning                |              | Färgaryd, Småland   |       | 56.972041, 13.322300 | 10059300350001 | Ladda upp en bild av detta fornminne |
| Färgaryd 35:2                      | Stensättning                |              | Färgaryd, Småland   |       | 56.972150, 13.321770 | 10059300350002 | Ladda upp en bild av detta fornminne |
| Färgaryd 36:2                      | Stensättning                |              | Färgaryd, Småland   |       | 56.969808, 13.323149 | 10059300360002 | Ladda upp en bild av detta fornminne |
| Färgaryd 38:1                      | Stensättning                |              | Färgaryd, Småland   |       | 56.957470, 13.322061 | 10059300380001 | Ladda upp en bild av detta fornminne |
| Färgaryd 39:1                      | Röse                        |              | Färgaryd, Småland   |       | 56.955584, 13.324979 | 10059300390001 | Ladda upp en bild av detta fornminne |
| Pukakullen (Färgaryd 45:1)         | Stensättning                |              | Färgaryd, Småland   |       | 56.930762, 13.223732 | 10059300450001 | Ladda upp en bild av detta fornminne |
| Färgaryd 101:1                     | Stensättning                |              | Färgaryd, Småland   |       | 56.988650, 13.289251 | 10059301010001 | Ladda upp en bild av detta fornminne |
| Färgaryd 101:2                     | Grav markerad av sten/block |              | Färgaryd, Småland   |       | 56.988531, 13.289246 | 10059301010002 | Ladda upp en bild av detta fornminne |
| Färgaryd 101:3                     | Grav markerad av sten/block |              | Färgaryd, Småland   |       | 56.988540, 13.289394 | 10059301010003 | Ladda upp en bild av detta fornminne |
| Färgaryd 228:1                     | Stensättning                |              | Färgaryd, Småland   |       | 56.957730, 13.202601 | 10059302280001 | Ladda upp en bild av detta fornminne |
| Färgaryd 228:3                     | Stenkrets                   |              | Färgaryd, Småland   |       | 56.957625, 13.202257 | 10059302280003 | Ladda upp en bild av detta fornminne |

## Jälluntofta
| Namn                           | Lämningstyp                 | Tillkomsttid | Historisk indelning  | Plats | Läge                 | ID-nr          | Bild                                 |
| ------------------------------ | --------------------------- | ------------ | -------------------- | ----- | -------------------- | -------------- | ------------------------------------ |
| Didingsdådet (Jälluntofta 3:1) | Stensättning                |              | Jälluntofta, Småland |       | 57.061263, 13.547784 | 10061100030001 | Ladda upp en bild av detta fornminne |
| Jälluntofta 5:1                | Grav markerad av sten/block |              | Jälluntofta, Småland |       | 57.055608, 13.547634 | 10061100050001 | Ladda upp en bild av detta fornminne |
| Jälluntofta 6:1                | Gravfält                    |              | Jälluntofta, Småland |       | 57.053281, 13.553784 | 10061100060001 | Ladda upp en bild av detta fornminne |
| Jälluntofta 8:1                | Grav markerad av sten/block |              | Jälluntofta, Småland |       | 57.060573, 13.531693 | 10061100080001 | Ladda upp en bild av detta fornminne |
| Jälluntofta 8:2                | Grav markerad av sten/block |              | Jälluntofta, Småland |       | 57.060576, 13.531865 | 10061100080002 | Ladda upp en bild av detta fornminne |
| Jättebacken (Jälluntofta 19:1) | Gravfält                    |              | Jälluntofta, Småland |       | 57.017768, 13.475432 | 10061100190001 | Ladda upp en bild av detta fornminne |
| Jälluntofta 21:1               | Stensättning                |              | Jälluntofta, Småland |       | 57.011508, 13.474655 | 10061100210001 | Ladda upp en bild av detta fornminne |
| Jälluntofta 21:2               | Stensättning                |              | Jälluntofta, Småland |       | 57.011621, 13.475266 | 10061100210002 | Ladda upp en bild av detta fornminne |
| Jälluntofta 23:1               | Stensättning                |              | Jälluntofta, Småland |       | 57.027116, 13.509322 | 10061100230001 | Ladda upp en bild av detta fornminne |
| Jälluntofta 24:1               | Röse                        |              | Jälluntofta, Småland |       | 57.041642, 13.517336 | 10061100240001 | Ladda upp en bild av detta fornminne |
| Jälluntofta 60:1               | Gravfält                    |              | Jälluntofta, Småland |       | 57.017984, 13.457585 | 10061100600001 | Ladda upp en bild av detta fornminne |
| Jälluntofta 96:1               | Röse                        |              | Jälluntofta, Småland |       | 57.052870, 13.552981 | 10061100960001 | Ladda upp en bild av detta fornminne |

## Kinnared
| Namn                       | Lämningstyp                 | Tillkomsttid | Historisk indelning | Plats | Läge                 | ID-nr          | Bild                                 |
| -------------------------- | --------------------------- | ------------ | ------------------- | ----- | -------------------- | -------------- | ------------------------------------ |
| Kinnared 3:1               | Hög                         |              | Kinnared, Halland   |       | 57.020070, 13.110164 | 10146600030001 | Ladda upp en bild av detta fornminne |
| Kinnared 3:2               | Hög                         |              | Kinnared, Halland   |       | 57.020007, 13.109884 | 10146600030002 | Ladda upp en bild av detta fornminne |
| Kinnared 3:3               | Stensättning                |              | Kinnared, Halland   |       | 57.019913, 13.110042 | 10146600030003 | Ladda upp en bild av detta fornminne |
| Kinnared 3:4               | Stensättning                |              | Kinnared, Halland   |       | 57.019837, 13.110201 | 10146600030004 | Ladda upp en bild av detta fornminne |
| Kinnared 4:1               | Hög                         |              | Kinnared, Halland   |       | 57.020061, 13.111340 | 10146600040001 | Ladda upp en bild av detta fornminne |
| Däjarör (Kinnared 5:1)     | Röse                        |              | Kinnared, Halland   |       | 57.017401, 13.098768 | 10146600050001 | Ladda upp en bild av detta fornminne |
| Jättastenen (Kinnared 7:1) | Grav markerad av sten/block |              | Kinnared, Halland   |       | 57.026868, 13.087728 | 10146600070001 | Ladda upp en bild av detta fornminne |
| Kinnared 11:1              | Stensättning                |              | Kinnared, Halland   |       | 57.062661, 13.106013 | 10146600110001 | Ladda upp en bild av detta fornminne |
| Kinnared 11:2              | Stenkrets                   |              | Kinnared, Halland   |       | 57.062585, 13.105887 | 10146600110002 | Ladda upp en bild av detta fornminne |
| Kinnared 12:1              | Stensättning                |              | Kinnared, Halland   |       | 57.060842, 13.110654 | 10146600120001 | Ladda upp en bild av detta fornminne |
| Kinnared 12:2              | Stensättning                |              | Kinnared, Halland   |       | 57.060612, 13.110998 | 10146600120002 | Ladda upp en bild av detta fornminne |
| Kinnared 17:1              | Stensättning                |              | Kinnared, Halland   |       | 57.062696, 13.107516 | 10146600170001 | Ladda upp en bild av detta fornminne |

## Långaryd
| Namn                                 | Lämningstyp                      | Tillkomsttid | Historisk indelning | Plats | Läge                 | ID-nr          | Bild                                      |
| ------------------------------------ | -------------------------------- | ------------ | ------------------- | ----- | -------------------- | -------------- | ----------------------------------------- |
| Långaryd 5:1                         | Gravfält                         |              | Långaryd, Småland   |       | 57.095771, 13.370084 | 10062800050001 | Ladda upp en bild av detta fornminne      |
| Stålbergsröret (Långaryd 6:1)        | Röse                             |              | Långaryd, Småland   |       | 57.096789, 13.368625 | 10062800060001 | Ladda upp en bild av detta fornminne      |
| Långaryd 7:1                         | Hög                              |              | Långaryd, Småland   |       | 57.090576, 13.366503 | 10062800070001 | Ladda upp en bild av detta fornminne      |
| Långaryd 8:1                         | Hög                              |              | Långaryd, Småland   |       | 57.091612, 13.369697 | 10062800080001 | Ladda upp en bild av detta fornminne      |
| Långaryd 8:2                         | Hög                              |              | Långaryd, Småland   |       | 57.091451, 13.369704 | 10062800080002 | Ladda upp en bild av detta fornminne      |
| Lunna rör (Långaryd 9:1)             | Röse                             |              | Långaryd, Småland   |       | 57.079421, 13.356248 | 10062800090001 | Ladda upp en bild av detta fornminne      |
| Lunna rör (Långaryd 9:2)             | Stensättning                     |              | Långaryd, Småland   |       | 57.079277, 13.356158 | 10062800090002 | Ladda upp en bild av detta fornminne      |
| Långaryd 10:1                        | Stenkrets                        |              | Långaryd, Småland   |       | 57.079262, 13.359805 | 10062800100001 | Ladda upp en bild av detta fornminne      |
| Långaryd 10:3                        | Stensättning                     |              | Långaryd, Småland   |       | 57.079126, 13.359732 | 10062800100003 | Ladda upp en bild av detta fornminne      |
| Ugglerör (Långaryd 11:1)             | Röse                             |              | Långaryd, Småland   |       | 57.082119, 13.366654 | 10062800110001 | Ladda upp en bild av detta fornminne      |
| Nissaryds skans (Långaryd 24:1)      | Fästning/skans                   |              | Långaryd, Småland   |       | 57.024253, 13.338206 | 10062800240001 | Ladda upp en till bild av detta fornminne |
| Långaryd 27:1                        | Stensättning                     |              | Långaryd, Småland   |       | 56.992724, 13.413227 | 10062800270001 | Ladda upp en bild av detta fornminne      |
| Tena högar (Långaryd 28:1)           | Hög                              |              | Långaryd, Småland   |       | 57.041376, 13.334834 | 10062800280001 | Ladda upp en bild av detta fornminne      |
| Långaryd 32:1                        | Stensättning                     |              | Långaryd, Småland   |       | 57.032263, 13.348848 | 10062800320001 | Ladda upp en bild av detta fornminne      |
| Vita rör (Långaryd 35:1)             | Stensättning                     |              | Långaryd, Småland   |       | 57.035829, 13.332130 | 10062800350001 | Ladda upp en bild av detta fornminne      |
| Källakullen (Långaryd 44:1)          | Röse                             |              | Långaryd, Småland   |       | 57.069084, 13.446043 | 10062800440001 | Ladda upp en bild av detta fornminne      |
| Körgårn, Kyrkogården (Långaryd 46:1) | Begravningsplats                 |              | Långaryd, Småland   |       | 57.060556, 13.456491 | 10062800460001 | Ladda upp en bild av detta fornminne      |
| Långaryd 52:1                        | Röse                             |              | Långaryd, Småland   |       | 57.047473, 13.241780 | 10062800520001 | Ladda upp en bild av detta fornminne      |
| Långaryd 54:1                        | Röse                             |              | Långaryd, Småland   |       | 57.039621, 13.231205 | 10062800540001 | Ladda upp en bild av detta fornminne      |
| Långaryd 56:1                        | Röse                             |              | Långaryd, Småland   |       | 57.035161, 13.243742 | 10062800560001 | Ladda upp en bild av detta fornminne      |
| Långaryd 56:2                        | Stenkrets                        |              | Långaryd, Småland   |       | 57.035211, 13.243402 | 10062800560002 | Ladda upp en bild av detta fornminne      |
| Långaryd 56:3                        | Stensättning                     |              | Långaryd, Småland   |       | 57.035124, 13.243276 | 10062800560003 | Ladda upp en bild av detta fornminne      |
| Långaryd 57:1                        | Stenkrets                        |              | Långaryd, Småland   |       | 57.033762, 13.243198 | 10062800570001 | Ladda upp en bild av detta fornminne      |
| Långaryd 57:2                        | Stenkammargrav                   |              | Långaryd, Småland   |       | 57.033693, 13.243187 | 10062800570002 | Ladda upp en bild av detta fornminne      |
| Långaryd 57:3                        | Grav markerad av sten/block      |              | Långaryd, Småland   |       | 57.033611, 13.243203 | 10062800570003 | Ladda upp en bild av detta fornminne      |
| Långaryd 69:1                        | Stridsvärn                       |              | Långaryd, Småland   |       | 57.022241, 13.171608 | 10062800690001 | Ladda upp en bild av detta fornminne      |
| Visslebo skans (Långaryd 70:1)       | Stridsvärn                       |              | Långaryd, Småland   |       | 57.020668, 13.176444 | 10062800700001 | Ladda upp en bild av detta fornminne      |
| Långaryd 77:1                        | Röse                             |              | Långaryd, Småland   |       | 57.071363, 13.275781 | 10062800770001 | Ladda upp en bild av detta fornminne      |
| Långaryd 77:2                        | Röse                             |              | Långaryd, Småland   |       | 57.071059, 13.275182 | 10062800770002 | Ladda upp en bild av detta fornminne      |
| Långaryd 86:1                        | Stensättning                     |              | Långaryd, Småland   |       | 56.958501, 13.387242 | 10062800860001 | Ladda upp en bild av detta fornminne      |
| Långaryd 88:1                        | Stensättning                     |              | Långaryd, Småland   |       | 56.956666, 13.386025 | 10062800880001 | Ladda upp en bild av detta fornminne      |
| Långaryd 149:1                       | Stensättning                     |              | Långaryd, Småland   |       | 57.009500, 13.409165 | 10062801490001 | Ladda upp en bild av detta fornminne      |
| Långaryd 153:1                       | Stensättning                     |              | Långaryd, Småland   |       | 56.986464, 13.425039 | 10062801530001 | Ladda upp en bild av detta fornminne      |
| Långaryd 174:1                       | Stensättning                     |              | Långaryd, Småland   |       | 57.039220, 13.329178 | 10062801740001 | Ladda upp en bild av detta fornminne      |
| Långaryd 176:1                       | Röse                             |              | Långaryd, Småland   |       | 56.987058, 13.423816 | 10062801760001 | Ladda upp en bild av detta fornminne      |
| Långaryd 180:1                       | Husgrund, förhistorisk/medeltida |              | Långaryd, Småland   |       | 57.028363, 13.369714 | 10062801800001 | Ladda upp en bild av detta fornminne      |
| Långaryd 204:1                       | Stensättning                     |              | Långaryd, Småland   |       | 57.067946, 13.380472 | 10062802040001 | Ladda upp en bild av detta fornminne      |
| Långaryd 204:2                       | Stensättning                     |              | Långaryd, Småland   |       | 57.068228, 13.379893 | 10062802040002 | Ladda upp en bild av detta fornminne      |
| Långaryd 205:1                       | Röse                             |              | Långaryd, Småland   |       | 57.073830, 13.386186 | 10062802050001 | Ladda upp en bild av detta fornminne      |
| Långaryd 205:3                       | Stensättning                     |              | Långaryd, Småland   |       | 57.073840, 13.385420 | 10062802050003 | Ladda upp en bild av detta fornminne      |
| Långaryd 205:5                       | Röse                             |              | Långaryd, Småland   |       | 57.073844, 13.386598 | 10062802050005 | Ladda upp en bild av detta fornminne      |
| Långaryd 226:1                       | Röse                             |              | Långaryd, Småland   |       | 56.974929, 13.363124 | 10062802260001 | Ladda upp en bild av detta fornminne      |
| Långaryd 226:2                       | Stensättning                     |              | Långaryd, Småland   |       | 56.975007, 13.363282 | 10062802260002 | Ladda upp en bild av detta fornminne      |
| Långaryd 226:3                       | Röse                             |              | Långaryd, Småland   |       | 56.975037, 13.363494 | 10062802260003 | Ladda upp en bild av detta fornminne      |
| Långaryd 226:4                       | Stensättning                     |              | Långaryd, Småland   |       | 56.975105, 13.363632 | 10062802260004 | Ladda upp en bild av detta fornminne      |
| Långaryd 266:1                       | Röse                             |              | Långaryd, Småland   |       | 56.982466, 13.347324 | 10062802660001 | Ladda upp en bild av detta fornminne      |
| Långaryd 310:1                       | Stensättning                     |              | Långaryd, Småland   |       | 57.068795, 13.351583 | 10062803100001 | Ladda upp en bild av detta fornminne      |
| Långaryd 311:1                       | Stensättning                     |              | Långaryd, Småland   |       | 57.070787, 13.353287 | 10062803110001 | Ladda upp en bild av detta fornminne      |
| Långaryd 336:1                       | Stensättning                     |              | Långaryd, Småland   |       | 57.096066, 13.396432 | 10062803360001 | Ladda upp en bild av detta fornminne      |
| Långaryd 339:1                       | Stensättning                     |              | Långaryd, Småland   |       | 57.012862, 13.323654 | 10062803390001 | Ladda upp en bild av detta fornminne      |
| Långaryd 340:1                       | Stensättning                     |              | Långaryd, Småland   |       | 57.016252, 13.323565 | 10062803400001 | Ladda upp en bild av detta fornminne      |
| Långaryd 342:1                       | Stensättning                     |              | Långaryd, Småland   |       | 57.021157, 13.324158 | 10062803420001 | Ladda upp en bild av detta fornminne      |
| Långaryd 342:2                       | Stensättning                     |              | Långaryd, Småland   |       | 57.020736, 13.324308 | 10062803420002 | Ladda upp en bild av detta fornminne      |
| Långaryd 350:1                       | Stensättning                     |              | Långaryd, Småland   |       | 57.039463, 13.325432 | 10062803500001 | Ladda upp en bild av detta fornminne      |
| Långaryd 350:2                       | Stensättning                     |              | Långaryd, Småland   |       | 57.039372, 13.325861 | 10062803500002 | Ladda upp en bild av detta fornminne      |
| Stora hög (Långaryd 363:1)           | Hög                              |              | Långaryd, Småland   |       | 57.033678, 13.334297 | 10062803630001 | Ladda upp en bild av detta fornminne      |
| Långaryd 374:1                       | Hällristning                     |              | Långaryd, Småland   |       | 57.041197, 13.241747 | 10062803740001 | Ladda upp en bild av detta fornminne      |
| Långaryd 470:1                       | Hällristning                     |              | Långaryd, Småland   |       | 57.079573, 13.264624 | 10062804700001 | Ladda upp en bild av detta fornminne      |
| Långaryd 495:2                       | Stensättning                     |              | Långaryd, Småland   |       | 57.039434, 13.319990 | 10062804950002 | Ladda upp en bild av detta fornminne      |
| Långaryd 495:3                       | Stensättning                     |              | Långaryd, Småland   |       | 57.039827, 13.322624 | 10062804950003 | Ladda upp en bild av detta fornminne      |
| Långaryd 495:4                       | Stensättning                     |              | Långaryd, Småland   |       | 57.039858, 13.322240 | 10062804950004 | Ladda upp en bild av detta fornminne      |

## Södra Unnaryd
| Namn                                   | Lämningstyp                 | Tillkomsttid | Historisk indelning    | Plats | Läge                 | ID-nr          | Bild                                      |
| -------------------------------------- | --------------------------- | ------------ | ---------------------- | ----- | -------------------- | -------------- | ----------------------------------------- |
| Högaholm (Södra Unnaryd 2:1)           | Borg                        |              | Södra Unnaryd, Småland |       | 56.920946, 13.666065 | 10066800020001 | Ladda upp en bild av detta fornminne      |
| Södra Unnaryd 3:1                      | Röse                        |              | Södra Unnaryd, Småland |       | 56.918803, 13.596398 | 10066800030001 | Ladda upp en bild av detta fornminne      |
| Höga rör (Södra Unnaryd 4:1)           | Röse                        |              | Södra Unnaryd, Småland |       | 56.920288, 13.587267 | 10066800040001 | Ladda upp en bild av detta fornminne      |
| Södra Unnaryd 5:1                      | Stensättning                |              | Södra Unnaryd, Småland |       | 56.920356, 13.588690 | 10066800050001 | Ladda upp en bild av detta fornminne      |
| Södra Unnaryd 6:1                      | Stensättning                |              | Södra Unnaryd, Småland |       | 56.938465, 13.648019 | 10066800060001 | Ladda upp en bild av detta fornminne      |
| Södra Unnaryd 6:2                      | Stenkrets                   |              | Södra Unnaryd, Småland |       | 56.938401, 13.647892 | 10066800060002 | Ladda upp en bild av detta fornminne      |
| Södra Unnaryd 6:3                      | Grav markerad av sten/block |              | Södra Unnaryd, Småland |       | 56.938366, 13.647779 | 10066800060003 | Ladda upp en bild av detta fornminne      |
| Södra Unnaryd 6:4                      | Grav markerad av sten/block |              | Södra Unnaryd, Småland |       | 56.938372, 13.647690 | 10066800060004 | Ladda upp en bild av detta fornminne      |
| Södra Unnaryd 7:1                      | Stensättning                |              | Södra Unnaryd, Småland |       | 56.922842, 13.586906 | 10066800070001 | Ladda upp en bild av detta fornminne      |
| Södra Unnaryd 8:1                      | Grav markerad av sten/block |              | Södra Unnaryd, Småland |       | 56.873567, 13.486556 | 10066800080001 | Ladda upp en bild av detta fornminne      |
| Södra Unnaryd 8:2                      | Grav markerad av sten/block |              | Södra Unnaryd, Småland |       | 56.873650, 13.486629 | 10066800080002 | Ladda upp en bild av detta fornminne      |
| Drakaröret (Södra Unnaryd 9:1)         | Röse                        |              | Södra Unnaryd, Småland |       | 56.874758, 13.487686 | 10066800090001 | Ladda upp en bild av detta fornminne      |
| Södra Unnaryd 10:1                     | Röse                        |              | Södra Unnaryd, Småland |       | 56.891920, 13.487194 | 10066800100001 | Ladda upp en bild av detta fornminne      |
| Södra Unnaryd 10:2                     | Röse                        |              | Södra Unnaryd, Småland |       | 56.891773, 13.487579 | 10066800100002 | Ladda upp en bild av detta fornminne      |
| Södra Unnaryd 10:3                     | Röse                        |              | Södra Unnaryd, Småland |       | 56.891643, 13.487781 | 10066800100003 | Ladda upp en bild av detta fornminne      |
| Södra Unnaryd 11:1                     | Stensättning                |              | Södra Unnaryd, Småland |       | 56.886866, 13.477572 | 10066800110001 | Ladda upp en bild av detta fornminne      |
| Södra Unnaryd 12:1                     | Stensättning                |              | Södra Unnaryd, Småland |       | 56.886337, 13.475610 | 10066800120001 | Ladda upp en bild av detta fornminne      |
| Södra Unnaryd 13:1                     | Stensättning                |              | Södra Unnaryd, Småland |       | 56.886725, 13.475932 | 10066800130001 | Ladda upp en bild av detta fornminne      |
| Trehörningsbacken (Södra Unnaryd 22:1) | Gravfält                    |              | Södra Unnaryd, Småland |       | 56.904524, 13.444979 | 10066800220001 | Ladda upp en bild av detta fornminne      |
| Södra Unnaryd 23:1                     | Stensättning                |              | Södra Unnaryd, Småland |       | 56.902723, 13.447211 | 10066800230001 | Ladda upp en bild av detta fornminne      |
| Nejsjö kyrka (Södra Unnaryd 24:1)      | Gravfält                    |              | Södra Unnaryd, Småland |       | 56.901459, 13.459685 | 10066800240001 | Ladda upp en bild av detta fornminne      |
| Södra Unnaryd 25:1                     | Röse                        |              | Södra Unnaryd, Småland |       | 56.906612, 13.434444 | 10066800250001 | Ladda upp en bild av detta fornminne      |
| Södra Unnaryd 27:1                     | Stensättning                |              | Södra Unnaryd, Småland |       | 56.906441, 13.446590 | 10066800270001 | Ladda upp en bild av detta fornminne      |
| Södra Unnaryd 27:2                     | Stensättning                |              | Södra Unnaryd, Småland |       | 56.906645, 13.446752 | 10066800270002 | Ladda upp en bild av detta fornminne      |
| Södra Unnaryd 34:1                     | Hällristning                |              | Södra Unnaryd, Småland |       | 56.927305, 13.479942 | 10066800340001 | Ladda upp en bild av detta fornminne      |
| Pengaröret (Södra Unnaryd 36:1)        | Stensättning                |              | Södra Unnaryd, Småland |       | 56.926841, 13.475850 | 10066800360001 | Ladda upp en bild av detta fornminne      |
| Södra Unnaryd 41:1                     | Stensättning                |              | Södra Unnaryd, Småland |       | 56.913196, 13.500145 | 10066800410001 | Ladda upp en bild av detta fornminne      |
| Häjrarör (Södra Unnaryd 42:1)          | Röse                        |              | Södra Unnaryd, Småland |       | 56.898540, 13.497068 | 10066800420001 | Ladda upp en bild av detta fornminne      |
| Södra Unnaryd 43:1                     | Röse                        |              | Södra Unnaryd, Småland |       | 56.896514, 13.518720 | 10066800430001 | Ladda upp en bild av detta fornminne      |
| Södra Unnaryd 43:2                     | Stensättning                |              | Södra Unnaryd, Småland |       | 56.896189, 13.518147 | 10066800430002 | Ladda upp en bild av detta fornminne      |
| Häjrarör (Södra Unnaryd 45:1)          | Gravfält                    |              | Södra Unnaryd, Småland |       | 56.921921, 13.518217 | 10066800450001 | Ladda upp en bild av detta fornminne      |
| Venningabacken (Södra Unnaryd 48:1)    | Stensättning                |              | Södra Unnaryd, Småland |       | 56.903586, 13.566727 | 10066800480001 | Ladda upp en bild av detta fornminne      |
| Venningabacken (Södra Unnaryd 48:2)    | Stensättning                |              | Södra Unnaryd, Småland |       | 56.903821, 13.566273 | 10066800480002 | Ladda upp en bild av detta fornminne      |
| Venningabacken (Södra Unnaryd 48:3)    | Stensättning                |              | Södra Unnaryd, Småland |       | 56.903932, 13.565586 | 10066800480003 | Ladda upp en bild av detta fornminne      |
| Lunnabacken (Södra Unnaryd 50:1)       | Gravfält                    |              | Södra Unnaryd, Småland |       | 56.905369, 13.567794 | 10066800500001 | Ladda upp en bild av detta fornminne      |
| Södra Unnaryd 52:1                     | Stensättning                |              | Södra Unnaryd, Småland |       | 56.918426, 13.583518 | 10066800520001 | Ladda upp en bild av detta fornminne      |
| Södra Unnaryd 53:1                     | Röse                        |              | Södra Unnaryd, Småland |       | 56.913527, 13.572108 | 10066800530001 | Ladda upp en bild av detta fornminne      |
| Södra Unnaryd 55:1                     | Stensättning                |              | Södra Unnaryd, Småland |       | 56.919913, 13.568148 | 10066800550001 | Ladda upp en bild av detta fornminne      |
| Södra Unnaryd 55:2                     | Grav markerad av sten/block |              | Södra Unnaryd, Småland |       | 56.919844, 13.568323 | 10066800550002 | Ladda upp en bild av detta fornminne      |
| Södra Unnaryd 55:3                     | Grav markerad av sten/block |              | Södra Unnaryd, Småland |       | 56.919861, 13.568127 | 10066800550003 | Ladda upp en bild av detta fornminne      |
| Södra Unnaryd 55:4                     | Grav markerad av sten/block |              | Södra Unnaryd, Småland |       | 56.919873, 13.567986 | 10066800550004 | Ladda upp en bild av detta fornminne      |
| Södra Unnaryd 55:5                     | Stensättning                |              | Södra Unnaryd, Småland |       | 56.919592, 13.568610 | 10066800550005 | Ladda upp en bild av detta fornminne      |
| Bedjarör (Södra Unnaryd 58:1)          | Gravfält                    |              | Södra Unnaryd, Småland |       | 56.932024, 13.573566 | 10066800580001 | Ladda upp en till bild av detta fornminne |
| Södra Unnaryd 61:1                     | Stensättning                |              | Södra Unnaryd, Småland |       | 56.932807, 13.574733 | 10066800610001 | Ladda upp en bild av detta fornminne      |
| Södra Unnaryd 62:1                     | Gravfält                    |              | Södra Unnaryd, Småland |       | 56.938973, 13.568030 | 10066800620001 | Ladda upp en bild av detta fornminne      |
| Södra Unnaryd 63:1                     | Stensättning                |              | Södra Unnaryd, Småland |       | 56.938017, 13.532523 | 10066800630001 | Ladda upp en bild av detta fornminne      |
| Jute stenar (Södra Unnaryd 66:1)       | Grav markerad av sten/block |              | Södra Unnaryd, Småland |       | 56.948404, 13.523199 | 10066800660001 | Ladda upp en bild av detta fornminne      |
| Jute stenar (Södra Unnaryd 66:2)       | Grav markerad av sten/block |              | Södra Unnaryd, Småland |       | 56.948336, 13.523177 | 10066800660002 | Ladda upp en bild av detta fornminne      |
| Södra Unnaryd 68:1                     | Stenkammargrav              |              | Södra Unnaryd, Småland |       | 56.953301, 13.523169 | 10066800680001 | Ladda upp en bild av detta fornminne      |
| Södra Unnaryd 69:1                     | Gravfält                    |              | Södra Unnaryd, Småland |       | 56.957190, 13.524211 | 10066800690001 | Ladda upp en bild av detta fornminne      |
| Södra Unnaryd 70:1                     | Runristning                 |              | Södra Unnaryd, Småland |       | 56.955041, 13.531135 | 10066800700001 | Ladda upp en bild av detta fornminne      |
| Kungsholmen (Södra Unnaryd 75:1)       | Husgrund, historisk tid     |              | Södra Unnaryd, Småland |       | 56.943511, 13.540796 | 10066800750001 | Ladda upp en bild av detta fornminne      |
| Södra Unnaryd 81:1                     | Stensättning                |              | Södra Unnaryd, Småland |       | 56.978612, 13.546343 | 10066800810001 | Ladda upp en bild av detta fornminne      |
| Södra Unnaryd 83:1                     | Stensättning                |              | Södra Unnaryd, Småland |       | 56.970304, 13.544354 | 10066800830001 | Ladda upp en bild av detta fornminne      |
| Södra Unnaryd 84:1                     | Stensättning                |              | Södra Unnaryd, Småland |       | 56.967262, 13.540457 | 10066800840001 | Ladda upp en bild av detta fornminne      |
| Södra Unnaryd 85:1                     | Stensättning                |              | Södra Unnaryd, Småland |       | 56.966711, 13.533903 | 10066800850001 | Ladda upp en bild av detta fornminne      |
| Södra Unnaryd 86:1                     | Röse                        |              | Södra Unnaryd, Småland |       | 56.980579, 13.536997 | 10066800860001 | Ladda upp en bild av detta fornminne      |
| Södra Unnaryd 94:1                     | Stensättning                |              | Södra Unnaryd, Småland |       | 56.973784, 13.452849 | 10066800940001 | Ladda upp en bild av detta fornminne      |
| Södra Unnaryd 98:1                     | Stensättning                |              | Södra Unnaryd, Småland |       | 56.966123, 13.533863 | 10066800980001 | Ladda upp en bild av detta fornminne      |
| Södra Unnaryd 99:1                     | Stensättning                |              | Södra Unnaryd, Småland |       | 56.965306, 13.534179 | 10066800990001 | Ladda upp en bild av detta fornminne      |
| Korpakullen (Södra Unnaryd 102:1)      | Gravfält                    |              | Södra Unnaryd, Småland |       | 57.004619, 13.466452 | 10066801020001 | Ladda upp en bild av detta fornminne      |
| Södra Unnaryd 103:1                    | Minnesmärke                 |              | Södra Unnaryd, Småland |       | 56.987103, 13.472240 | 10066801030001 | Ladda upp en bild av detta fornminne      |
| Södra Unnaryd 108:1                    | Gravfält                    |              | Södra Unnaryd, Småland |       | 57.003925, 13.554083 | 10066801080001 | Ladda upp en bild av detta fornminne      |
| Södra Unnaryd 109:1                    | Stensättning                |              | Södra Unnaryd, Småland |       | 57.000925, 13.541385 | 10066801090001 | Ladda upp en bild av detta fornminne      |
| Södra Unnaryd 112:1                    | Röse                        |              | Södra Unnaryd, Småland |       | 56.991820, 13.545442 | 10066801120001 | Ladda upp en bild av detta fornminne      |
| Mellanberget (Södra Unnaryd 113:1)     | Stensättning                |              | Södra Unnaryd, Småland |       | 56.995407, 13.549439 | 10066801130001 | Ladda upp en bild av detta fornminne      |
| Mellanberget (Södra Unnaryd 113:2)     | Stenkrets                   |              | Södra Unnaryd, Småland |       | 56.995178, 13.549708 | 10066801130002 | Ladda upp en bild av detta fornminne      |
| Södra Unnaryd 116:1                    | Stensättning                |              | Södra Unnaryd, Småland |       | 56.994613, 13.540456 | 10066801160001 | Ladda upp en bild av detta fornminne      |
| Åttingen (Södra Unnaryd 122:1)         | Gravfält                    |              | Södra Unnaryd, Småland |       | 56.977408, 13.640172 | 10066801220001 | Ladda upp en bild av detta fornminne      |
| Åttingen (Södra Unnaryd 122:2)         | Stensättning                |              | Södra Unnaryd, Småland |       | 56.977211, 13.639229 | 10066801220002 | Ladda upp en bild av detta fornminne      |
| Åttingen (Södra Unnaryd 122:3)         | Stenkrets                   |              | Södra Unnaryd, Småland |       | 56.977069, 13.640031 | 10066801220003 | Ladda upp en bild av detta fornminne      |
| Södra Unnaryd 126:1                    | Gravfält                    |              | Södra Unnaryd, Småland |       | 56.968465, 13.621104 | 10066801260001 | Ladda upp en bild av detta fornminne      |
| Södra Unnaryd 128:1                    | Stensättning                |              | Södra Unnaryd, Småland |       | 56.946671, 13.626217 | 10066801280001 | Ladda upp en bild av detta fornminne      |
| Södra Unnaryd 129:1                    | Gravfält                    |              | Södra Unnaryd, Småland |       | 56.946764, 13.654198 | 10066801290001 | Ladda upp en bild av detta fornminne      |
| Södra Unnaryd 130:1                    | Gravfält                    |              | Södra Unnaryd, Småland |       | 56.944825, 13.650064 | 10066801300001 | Ladda upp en bild av detta fornminne      |
| Södra Unnaryd 134:1                    | Gravfält                    |              | Södra Unnaryd, Småland |       | 56.931913, 13.572164 | 10066801340001 | Ladda upp en bild av detta fornminne      |
| Södra Unnaryd 163:1                    | Stensättning                |              | Södra Unnaryd, Småland |       | 56.920052, 13.571733 | 10066801630001 | Ladda upp en bild av detta fornminne      |
| Södra Unnaryd 163:2                    | Stensättning                |              | Södra Unnaryd, Småland |       | 56.919913, 13.571359 | 10066801630002 | Ladda upp en bild av detta fornminne      |
| Södra Unnaryd 396:1                    | Stensättning                |              | Södra Unnaryd, Småland |       | 56.942896, 13.645199 | 10066803960001 | Ladda upp en bild av detta fornminne      |
| Södra Unnaryd 442                      | Stensättning                |              | Södra Unnaryd, Småland |       | 56.938922, 13.571277 | 12000000011323 | Ladda upp en bild av detta fornminne      |
| Södra Unnaryd 443                      | Stensättning                |              | Södra Unnaryd, Småland |       | 56.939032, 13.571606 | 12000000011324 | Ladda upp en bild av detta fornminne      |
| Södra Unnaryd 444                      | Röse                        |              | Södra Unnaryd, Småland |       | 56.989088, 13.550316 | 12000000045578 | Ladda upp en till bild av detta fornminne |
| Södra Unnaryd 445                      | Stensättning                |              | Södra Unnaryd, Småland |       | 56.970399, 13.532912 | 12000000083078 | Ladda upp en bild av detta fornminne      |

## Torup
| Namn                        | Lämningstyp                 | Tillkomsttid | Historisk indelning | Plats | Läge                 | ID-nr          | Bild                                 |
| --------------------------- | --------------------------- | ------------ | ------------------- | ----- | -------------------- | -------------- | ------------------------------------ |
| Torup 7:1                   | Stenkrets                   |              | Torup, Halland      |       | 56.949328, 13.175492 | 10150600070001 | Ladda upp en bild av detta fornminne |
| Torup 7:2                   | Grav markerad av sten/block |              | Torup, Halland      |       | 56.949311, 13.175947 | 10150600070002 | Ladda upp en bild av detta fornminne |
| Torup 7:3                   | Grav markerad av sten/block |              | Torup, Halland      |       | 56.949208, 13.175941 | 10150600070003 | Ladda upp en bild av detta fornminne |
| Torup 8:1                   | Stensättning                |              | Torup, Halland      |       | 56.939660, 13.146646 | 10150600080001 | Ladda upp en bild av detta fornminne |
| Torup 9:1                   | Gravfält                    |              | Torup, Halland      |       | 56.941954, 13.146444 | 10150600090001 | Ladda upp en bild av detta fornminne |
| Torup 10:1                  | Gravfält                    |              | Torup, Halland      |       | 56.955657, 13.168633 | 10150600100001 | Ladda upp en bild av detta fornminne |
| Torup 11:1                  | Gravfält                    |              | Torup, Halland      |       | 56.951084, 13.124745 | 10150600110001 | Ladda upp en bild av detta fornminne |
| Solhögen (Torup 12:1)       | Gravfält                    |              | Torup, Halland      |       | 56.944028, 13.102707 | 10150600120001 | Ladda upp en bild av detta fornminne |
| Torup 13:1                  | Röse                        |              | Torup, Halland      |       | 56.940702, 13.104290 | 10150600130001 | Ladda upp en bild av detta fornminne |
| Torup 13:2                  | Röse                        |              | Torup, Halland      |       | 56.940483, 13.104310 | 10150600130002 | Ladda upp en bild av detta fornminne |
| Torup 15:1                  | Röse                        |              | Torup, Halland      |       | 56.964106, 13.120733 | 10150600150001 | Ladda upp en bild av detta fornminne |
| Torup 15:2                  | Stensättning                |              | Torup, Halland      |       | 56.963824, 13.120886 | 10150600150002 | Ladda upp en bild av detta fornminne |
| Torup 16:1                  | Röse                        |              | Torup, Halland      |       | 56.961126, 13.124930 | 10150600160001 | Ladda upp en bild av detta fornminne |
| Torup 23:1                  | Hällristning                |              | Torup, Halland      |       | 56.980779, 13.099596 | 10150600230001 | Ladda upp en bild av detta fornminne |
| Torup 33:1                  | Hällristning                |              | Torup, Halland      |       | 56.972838, 13.169029 | 10150600330001 | Ladda upp en bild av detta fornminne |
| Torup 37:1                  | Stensättning                |              | Torup, Halland      |       | 56.931936, 13.102136 | 10150600370001 | Ladda upp en bild av detta fornminne |
| Torup 41:1                  | Stensättning                |              | Torup, Halland      |       | 56.973508, 13.075272 | 10150600410001 | Ladda upp en bild av detta fornminne |
| Torup 42:1                  | Hällristning                |              | Torup, Halland      |       | 56.947500, 13.126125 | 10150600420001 | Ladda upp en bild av detta fornminne |
| Tingskullen (Torup 46:1)    | Stensättning                |              | Torup, Halland      |       | 56.931934, 13.092853 | 10150600460001 | Ladda upp en bild av detta fornminne |
| Torup 47:1                  | Stensättning                |              | Torup, Halland      |       | 56.958199, 13.122881 | 10150600470001 | Ladda upp en bild av detta fornminne |
| Torup 49:1                  | Gravfält                    |              | Torup, Halland      |       | 56.975215, 13.075271 | 10150600490001 | Ladda upp en bild av detta fornminne |
| Torup 50:1                  | Stensättning                |              | Torup, Halland      |       | 56.916471, 13.079817 | 10150600500001 | Ladda upp en bild av detta fornminne |
| Tidemans holme (Torup 51:1) | Borg                        |              | Torup, Halland      |       | 56.932525, 13.075349 | 10150600510001 | Ladda upp en bild av detta fornminne |
| Pengakullen (Torup 54:1)    | Hög                         |              | Torup, Halland      |       | 56.909884, 13.070436 | 10150600540001 | Ladda upp en bild av detta fornminne |
| Torup 57:1                  | Hällristning                |              | Torup, Halland      |       | 56.947654, 12.982600 | 10150600570001 | Ladda upp en bild av detta fornminne |
| Torup 57:2                  | Hällristning                |              | Torup, Halland      |       | 56.947644, 12.982557 | 10150600570002 | Ladda upp en bild av detta fornminne |
| Torup 58:1                  | Stensättning                |              | Torup, Halland      |       | 56.901962, 13.051722 | 10150600580001 | Ladda upp en bild av detta fornminne |
| Torup 65:1                  | Stensättning                |              | Torup, Halland      |       | 56.909505, 13.207402 | 10150600650001 | Ladda upp en bild av detta fornminne |
| Torup 68:1                  | Hällristning                |              | Torup, Halland      |       | 56.986941, 13.051437 | 10150600680001 | Ladda upp en bild av detta fornminne |
| Torup 72:1                  | Stensättning                |              | Torup, Halland      |       | 56.871169, 13.269518 | 10150600720001 | Ladda upp en bild av detta fornminne |
| Torup 74:1                  | Hällristning                |              | Torup, Halland      |       | 56.906381, 13.047566 | 10150600740001 | Ladda upp en bild av detta fornminne |
| Torup 108:1                 | Hällristning                |              | Torup, Halland      |       | 56.992432, 13.044495 | 10150601080001 | Ladda upp en bild av detta fornminne |
| Torup 111:1                 | Röse                        |              | Torup, Halland      |       | 56.971549, 13.056561 | 10150601110001 | Ladda upp en bild av detta fornminne |
| Torup 116:1                 | Hällristning                |              | Torup, Halland      |       | 56.949017, 12.974832 | 10150601160001 | Ladda upp en bild av detta fornminne |
| Tjuvarör (Torup 120:1)      | Röse                        |              | Torup, Halland      |       | 56.991005, 13.043840 | 10150601200001 | Ladda upp en bild av detta fornminne |
| Torup 145:1                 | Hällristning                |              | Torup, Halland      |       | 56.901734, 13.046652 | 10150601450001 | Ladda upp en bild av detta fornminne |
| Torup 154:1                 | Stensättning                |              | Torup, Halland      |       | 56.963832, 13.127686 | 10150601540001 | Ladda upp en bild av detta fornminne |
| Torup 164:1                 | Hällristning                |              | Torup, Halland      |       | 56.945275, 13.095989 | 10150601640001 | Ladda upp en bild av detta fornminne |
| Torup 176:1                 | Hällristning                |              | Torup, Halland      |       | 56.946901, 13.016109 | 10150601760001 | Ladda upp en bild av detta fornminne |
| Torup 185:1                 | Stenkrets                   |              | Torup, Halland      |       | 56.938532, 13.185210 | 10150601850001 | Ladda upp en bild av detta fornminne |
| Torup 185:2                 | Stenkrets                   |              | Torup, Halland      |       | 56.938528, 13.185042 | 10150601850002 | Ladda upp en bild av detta fornminne |
| Torup 208:1                 | Hällristning                |              | Torup, Halland      |       | 56.873717, 13.255089 | 10150602080001 | Ladda upp en bild av detta fornminne |
| Torup 423:1                 | Hällristning                |              | Torup, Halland      |       | 56.904972, 13.051820 | 10150604230001 | Ladda upp en bild av detta fornminne |
| Torup 429                   | Husgrund, historisk tid     |              | Torup, Halland      |       | 56.925659, 13.004552 | 12000000080524 | Ladda upp en bild av detta fornminne |